# Climat de la Sarthe
Le climat de la Sarthe est un climat océanique dégradé par l'influence continentale.

## Généralités
La Sarthe, située à 150 km de la Manche et 220 km des côtes atlantiques, bénéficie ainsi d'une influence océanique dominante en toutes saisons. Toutefois, de par son relatif retrait par rapport à l'océan, le département connaît une certaine influence continentale, qui se caractérise par des hivers plus froids que sur la côte, et des étés plus chauds.

Cela a également une influence sur le régime de précipitations : l'écart entre le cumul de précipitations hivernales et le cumul de précipitations estivales est moins important que sur la côte. En effet, les perturbations pluvieuses venant de l'océan en hiver affectent de manière généralement atténuée le département. En été, les précipitations tombent majoritairement sous des orages.

## Données
Voici les données mensuelles pour quelques paramètres pour la station du Mans.
| Mois                                  | jan.       | fév.     | mars       | avril     | mai       | juin      | jui.      | août      | sep.      | oct.      | nov.      | déc.      | année     |
| ------------------------------------- | ---------- | -------- | ---------- | --------- | --------- | --------- | --------- | --------- | --------- | --------- | --------- | --------- | --------- |
| Température minimale moyenne (°C)     | 2,1        | 1,8      | 3,7        | 5,6       | 9,4       | 12,4      | 14,2      | 13,8      | 11        | 8,6       | 4,7       | 2,5       | 7,5       |
| Température moyenne (°C)              | 5          | 5,5      | 8,2        | 10,7      | 14,5      | 17,8      | 19,9      | 19,6      | 16,5      | 12,8      | 8,1       | 5,4       | 12        |
| Température maximale moyenne (°C)     | 7,9        | 9,1      | 12,7       | 15,7      | 19,5      | 23,1      | 25,5      | 25,4      | 21,9      | 17        | 11,4      | 8,2       | 16,5      |
| Record de froid (°C) date du record   | −18,2 1987 | −17 1956 | −11,3 1971 | −4,9 1956 | −3,7 1957 | 1,6 1975  | 3,9 1954  | 3,2 1956  | −0,5 1952 | −5,4 1997 | −12 1956  | −21 1964  | −21 1964  |
| Record de chaleur (°C) date du record | 17,2 1975  | 21 1960  | 24,9 1955  | 30,3 1949 | 32,4 1953 | 37,5 2017 | 40,4 1952 | 40,5 2003 | 34,6 1961 | 29,7 1985 | 21,9 1955 | 18,3 1953 | 40,5 2003 |
| Nombre de jours avec gel              | 12,1       | 10,8     | 9          | 3         | 0,5       | 0         | 0         | 0         | 0         | 1         | 6,9       | 11,1      | 54,3      |
| Ensoleillement (h)                    | 66         | 90       | 134        | 171       | 200       | 224       | 227       | 225       | 181       | 119       | 71        | 64        | 1 772     |
| Précipitations (mm)                   | 67         | 51       | 54         | 54        | 63        | 47        | 57        | 43        | 53        | 66        | 63        | 70        | 687,5     |

| Diagramme climatique                                  |          |           |           |           |            |            |            |          |         |           |          |
| J                                                     | F        | M         | A         | M         | J          | J          | A          | S        | O       | N         | D        |
| 7,92,167                                              | 9,11,851 | 12,73,754 | 15,75,654 | 19,59,463 | 23,112,447 | 25,514,257 | 25,413,843 | 21,91153 | 178,666 | 11,44,763 | 8,22,570 |
| Moyennes : • Temp. maxi et mini °C • Précipitation mm |          |           |           |           |            |            |            |          |         |           |          |

## Sources
1. 1 2  http://www.meteorologic.net/climat-francais.php, consulté le 4 avril 2013
2. 1 2  Météo-France - Comparaison entre Le Mans et Brest - http://climat.meteofrance.com/jsp/site/Portal.jsp?page_id=15872&CLIMAT_PORTLET.path=climatstationn%2F72181001, consulté le 4 avril 2013
3. ↑  http://climat.meteofrance.com/jsp/site/Portal.jsp?page_id=15872&CLIMAT_PORTLET.path=climatstationn%2F72181001, consulté le 4 avril 2013
4. ↑  « Premières fortes chaleurs de l'été », sur le site de Météo-France, 28 juin 2011 (consulté le 28 juin 2011)
5. ↑  (fr) « Statistiques météorologiques sur la période 1961-1990 », sur Infoclimat.fr (consulté le 10 avril 2010)
6. ↑  (fr) « Le Mans - Sarthe », sur Linternaute.com (consulté le 10 avril 2010)